# Myzomela sclateri
Papa-mel-de-sclater ou suga-mel-de-bibe-escarlate (Myzomela sclateri) é uma espécie de ave da família Meliphagidae.
É endémica da Papua-Nova Guiné.
Os seus habitats naturais são: florestas subtropicais ou tropicais húmidas de baixa altitude e regiões subtropicais ou tropicais húmidas de alta altitude.